# Uredo hypoxidis
Uredo hypoxidis är en svampart som först beskrevs av Giacopo Bresàdola, och fick sitt nu gällande namn av Henn. 1901. Uredo hypoxidis ingår i släktet Uredo, ordningen Pucciniales, klassen Pucciniomycetes, divisionen basidiesvampar och riket svampar. Inga underarter finns listade i Catalogue of Life.